# کلیسای جامع گلاستر

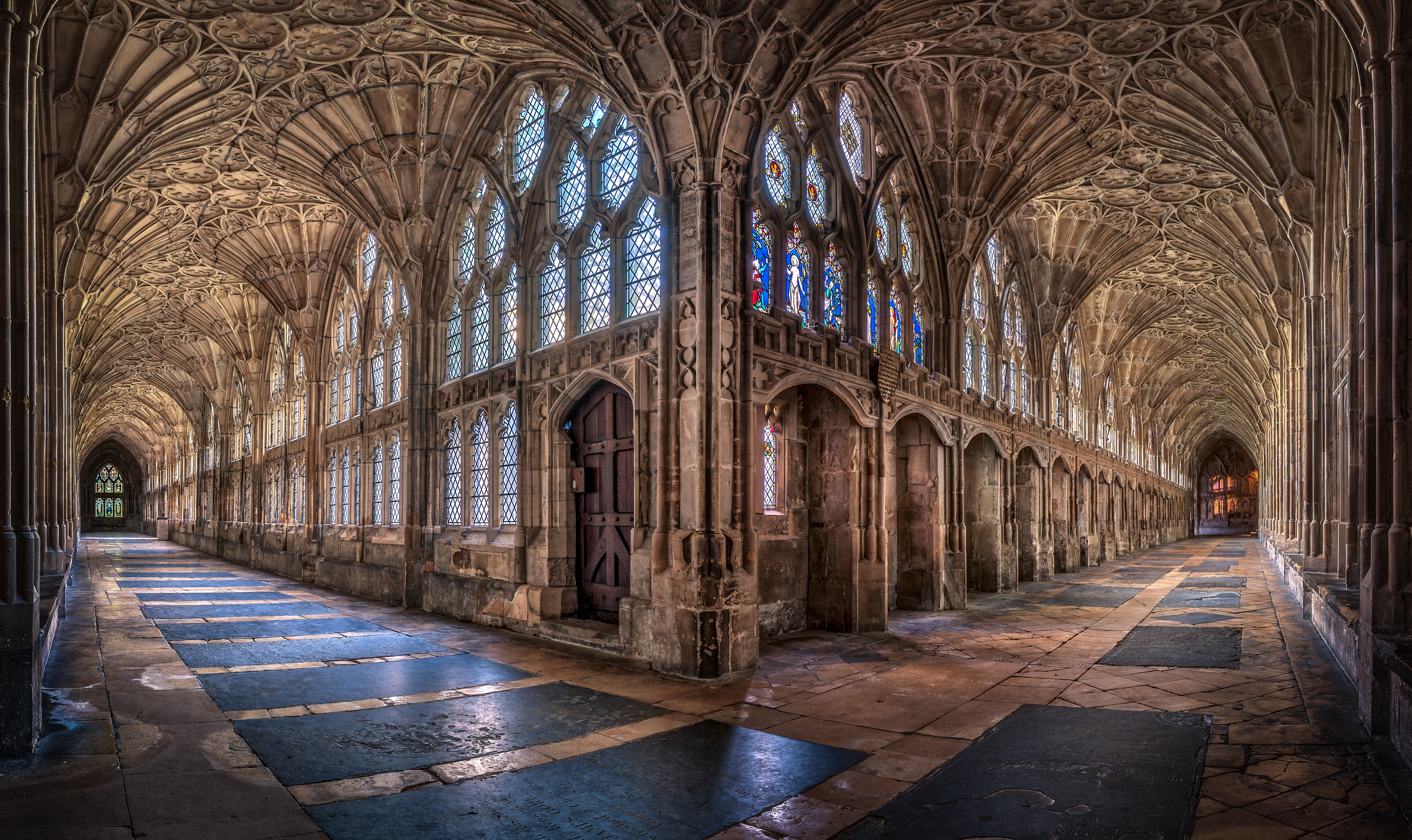
نگاره‌ای از طاق بادبزنی در راهروهای کلیسای جامع گلاستر.

کلیسای جامع گلاستر (انگلیسی: Gloucester Cathedral) یک کلیسای جامع در شهر گلاستر، انگلستان است.
این کلیسا که در سال ۶۸۱ میلادی بنیان‌گذاری شده دارای ۱۳۰ متر طول و یک برج به ارتفاع ۶۸٫۶ متر می‌باشد.

## نگارخانه

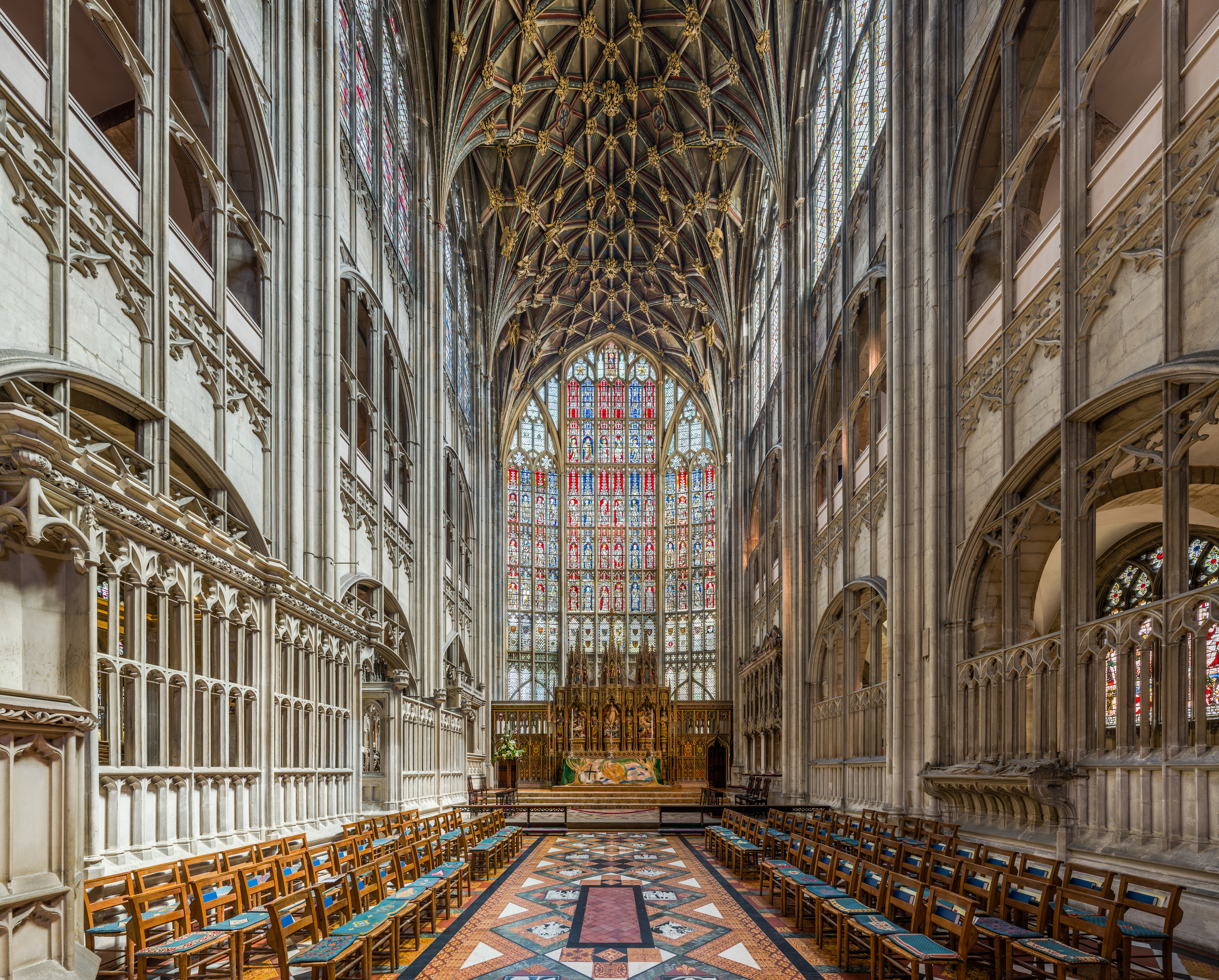
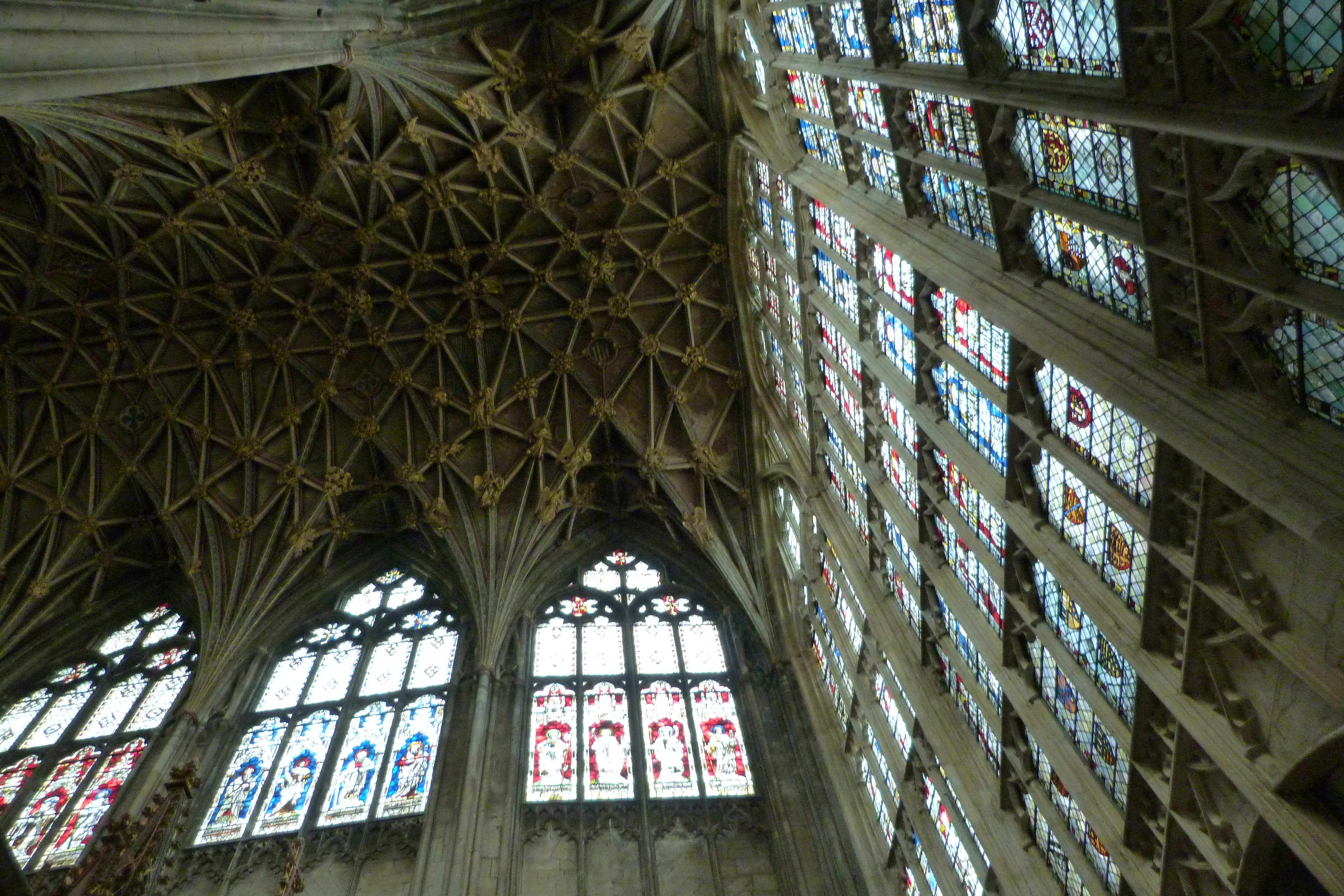
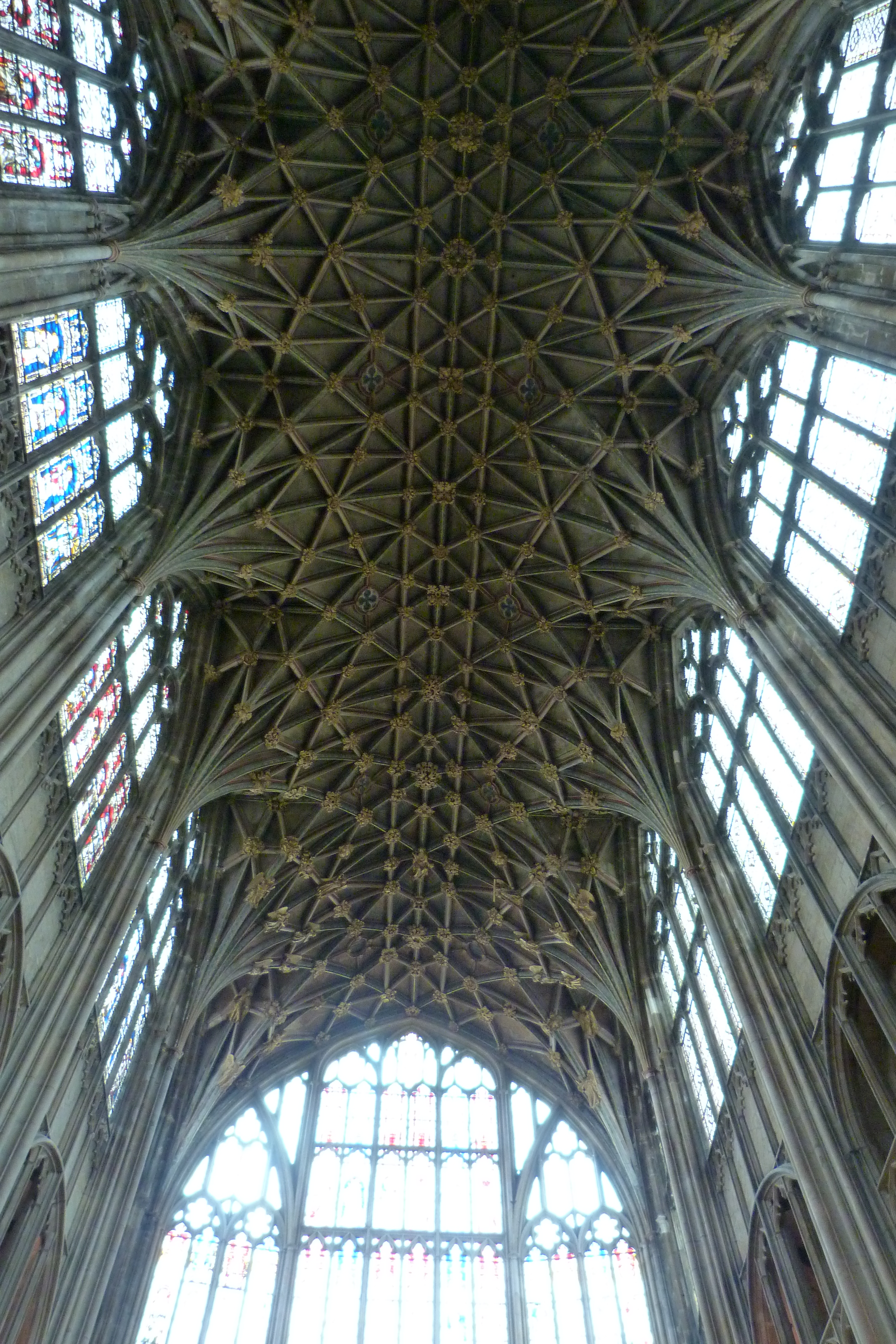
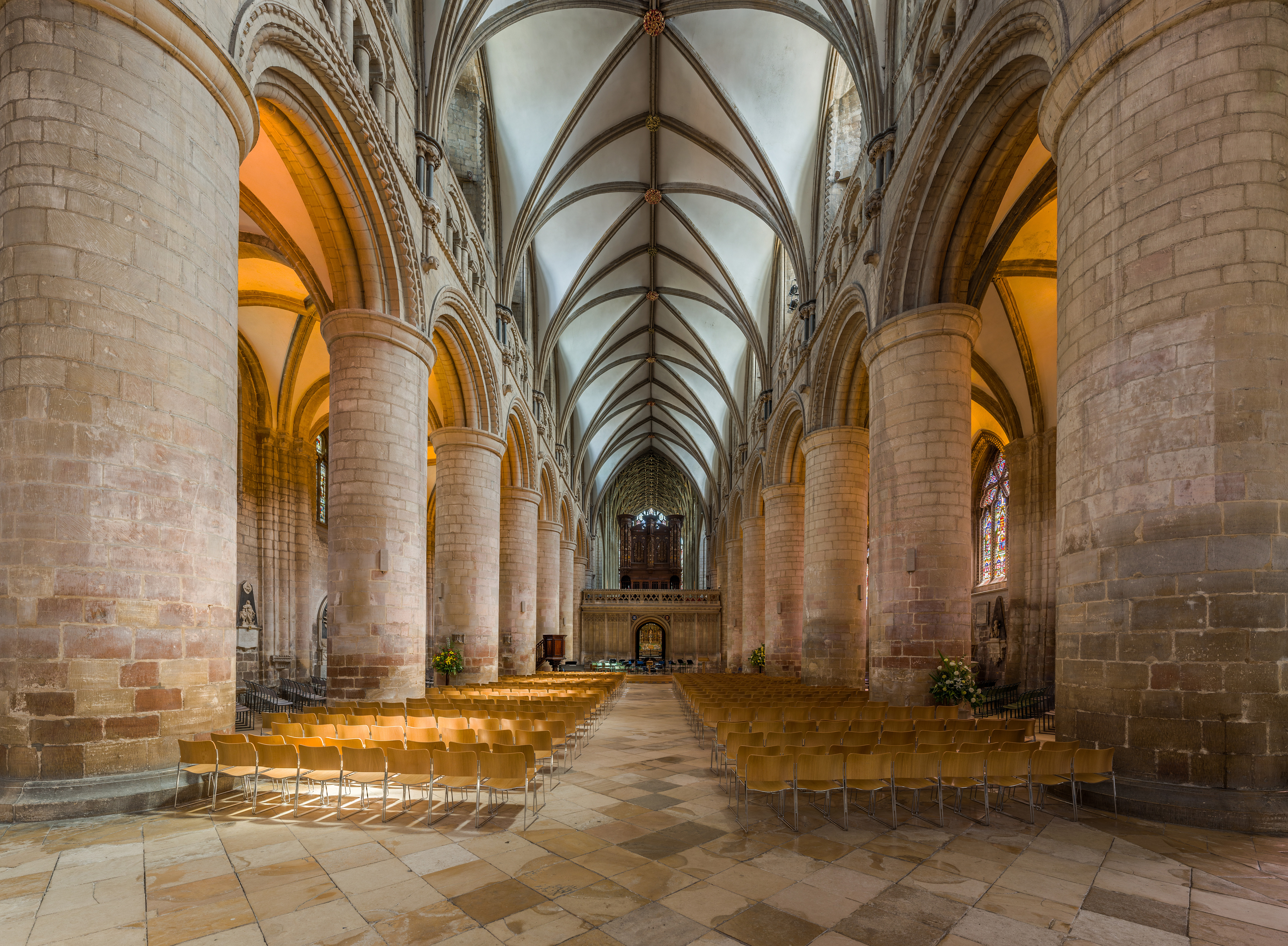
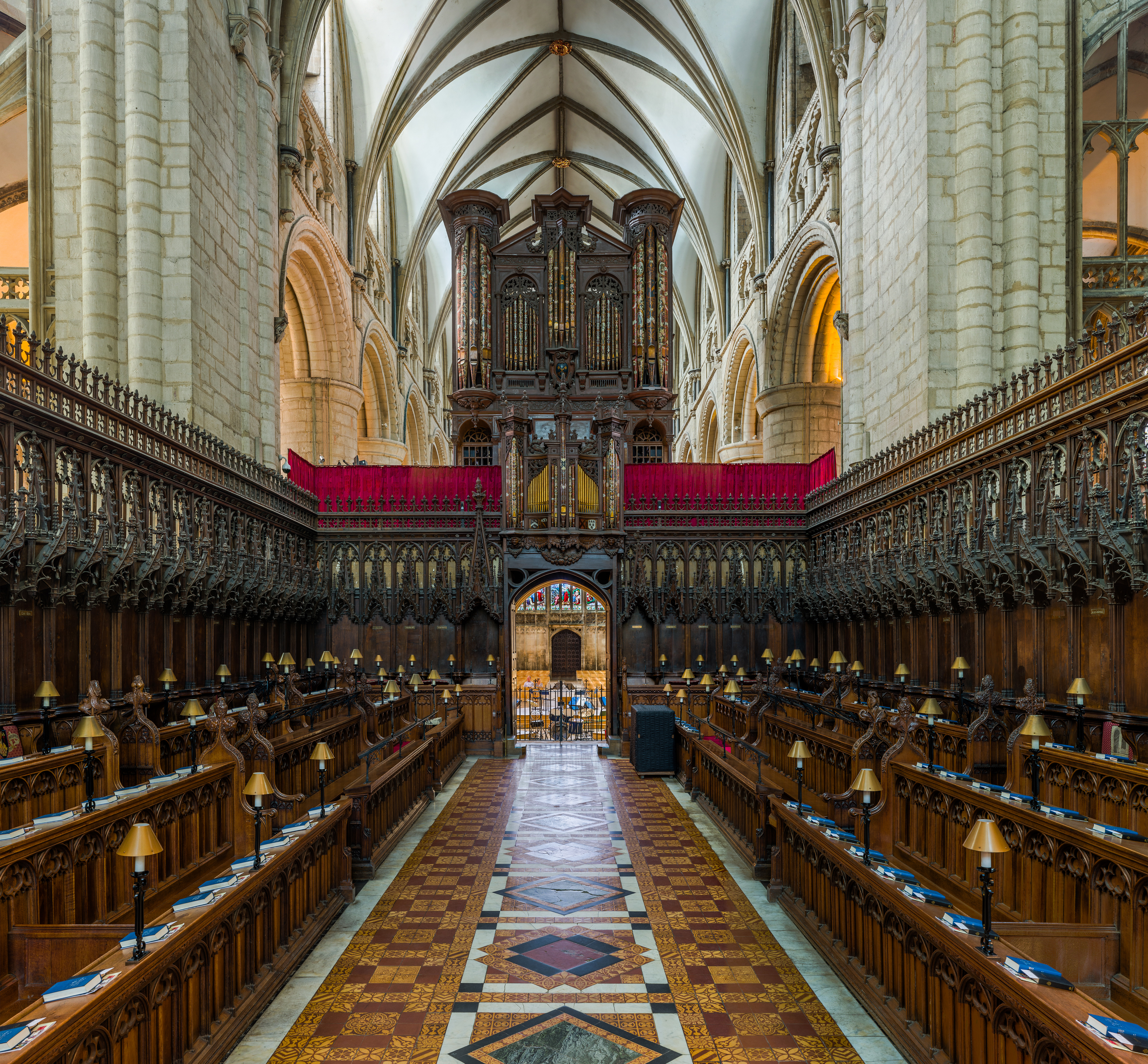
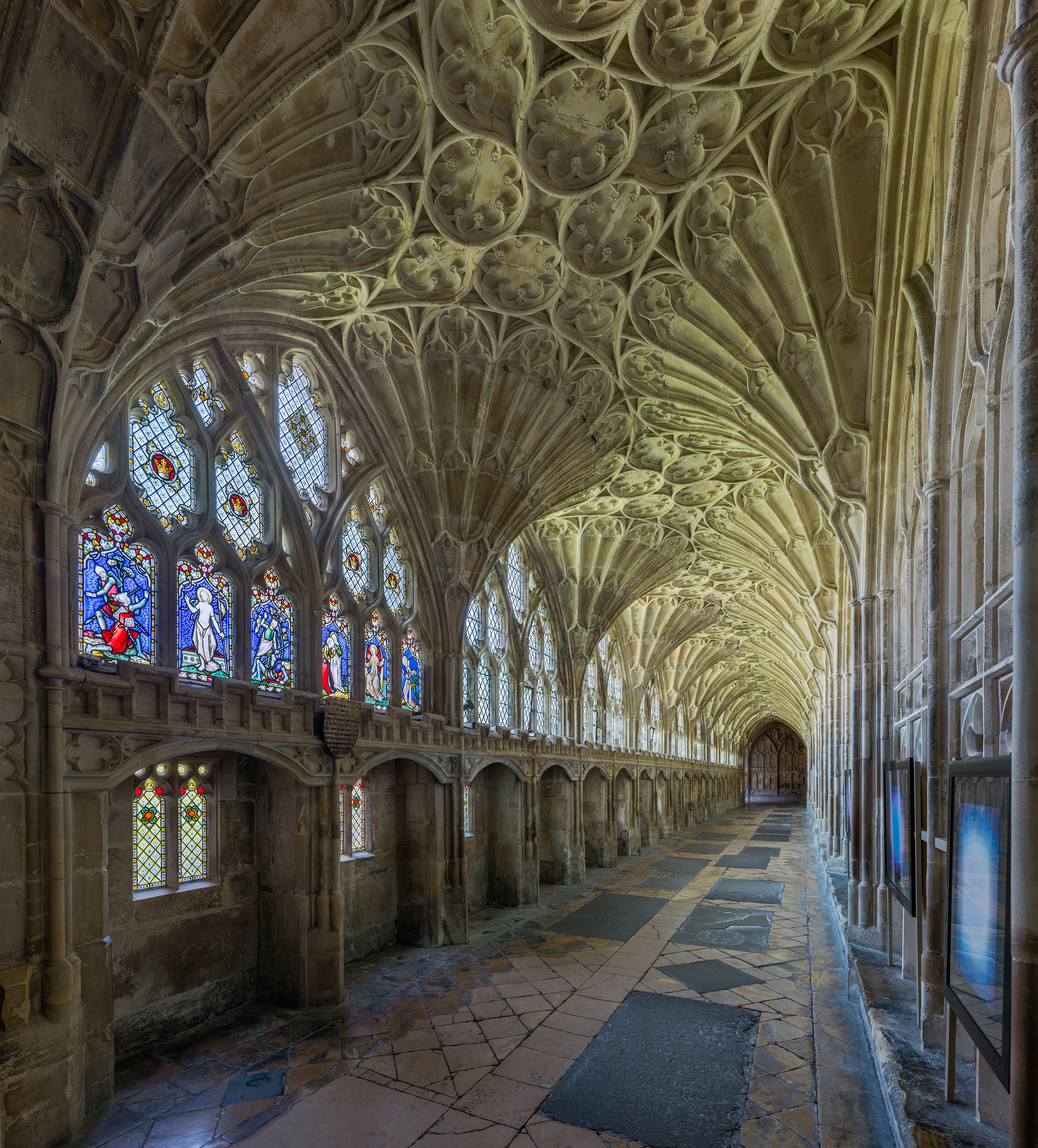

## آرامگاه‌ها

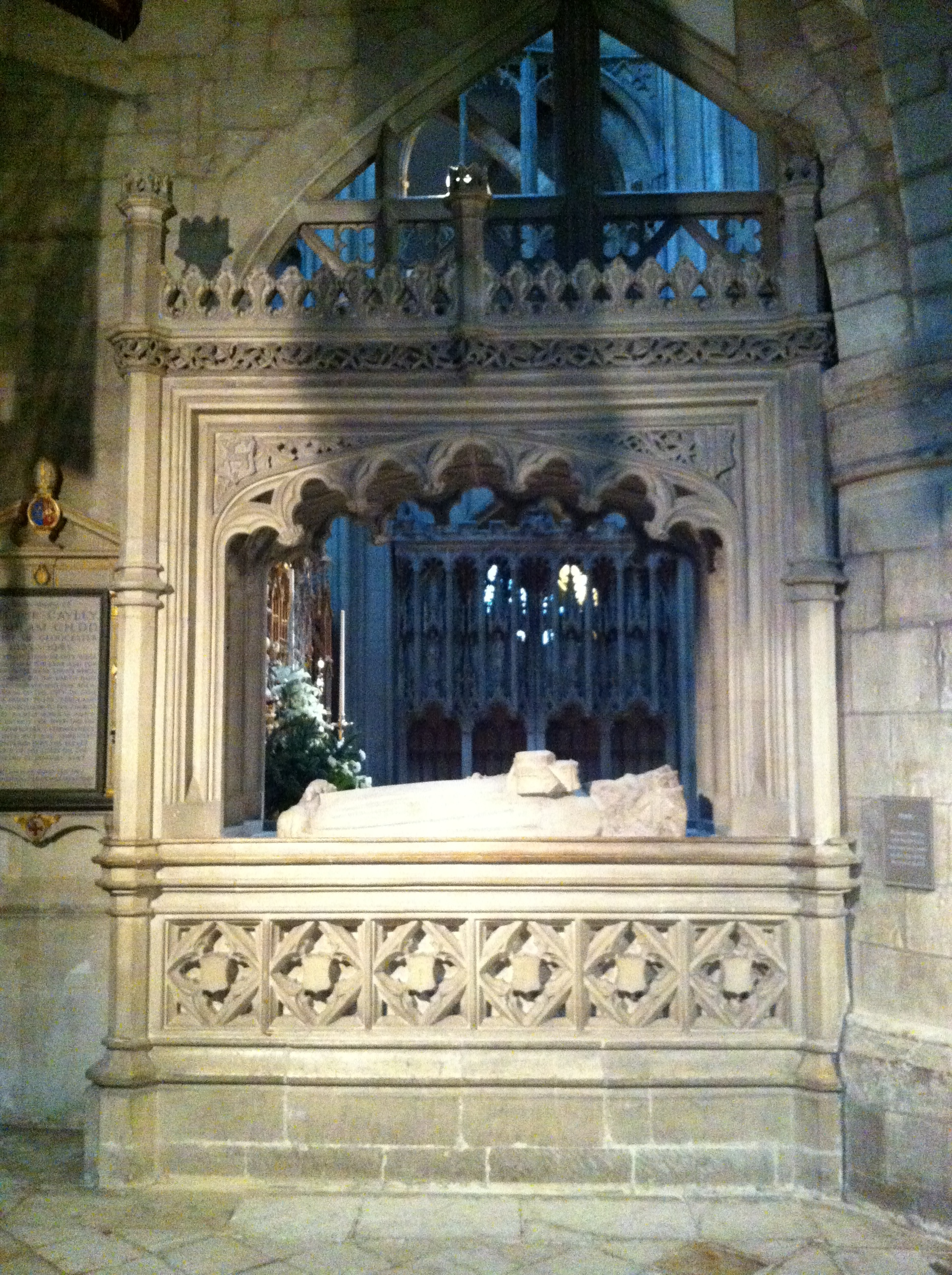
Tomb of Osric, king of the Hwicce
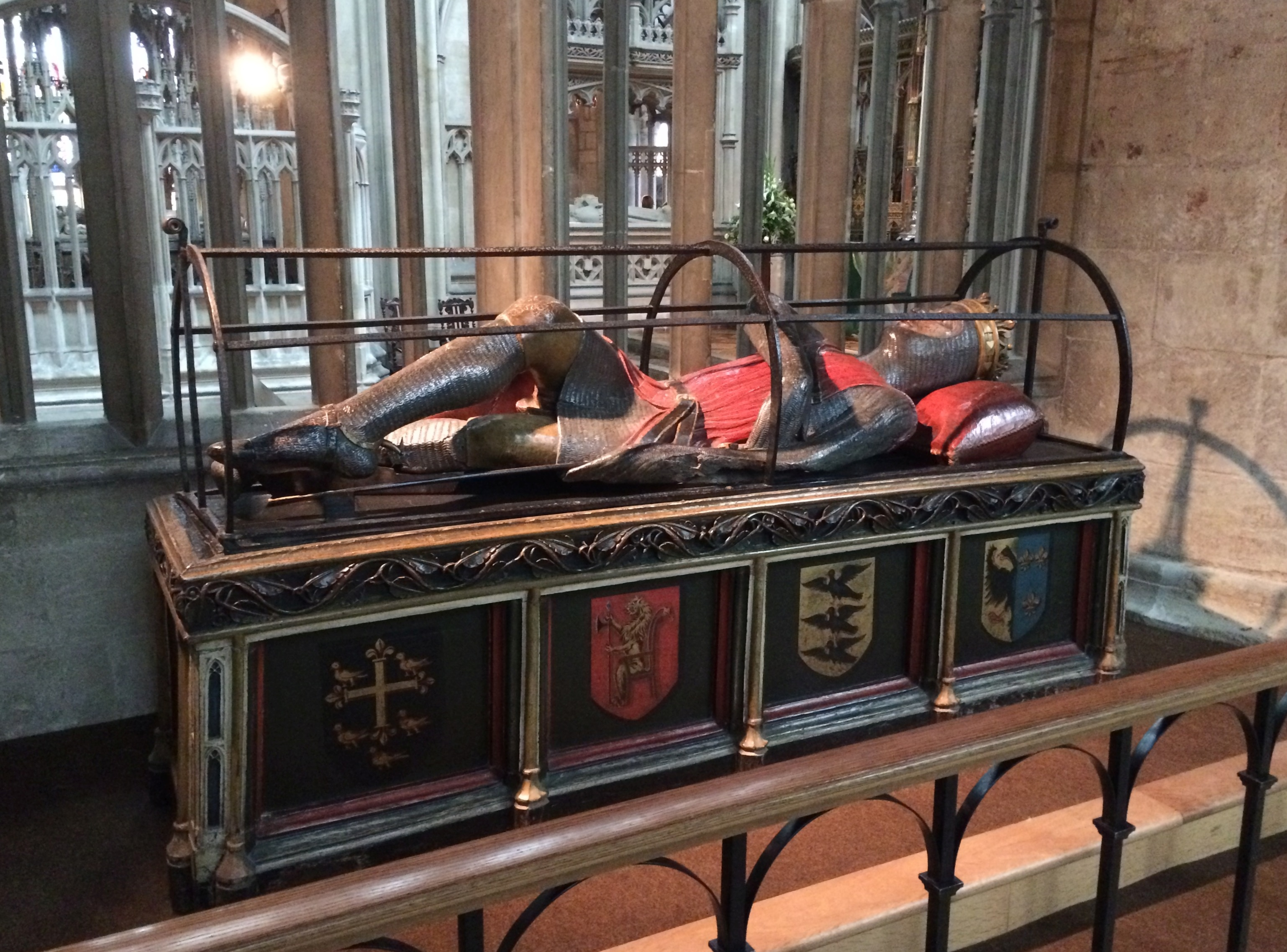
Tomb of Robert Curthose
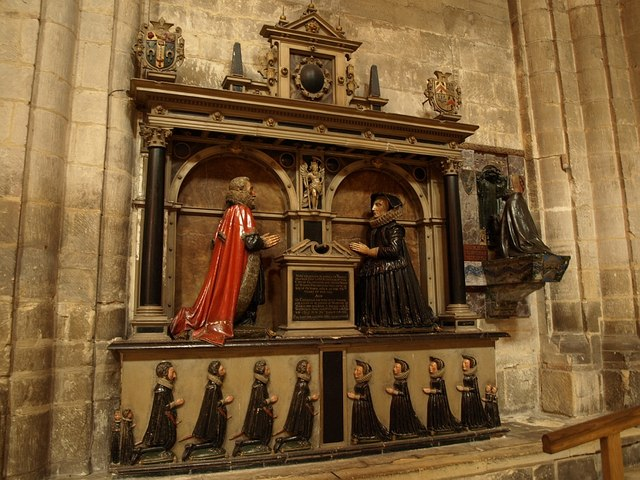
Tomb of Thomas Machen
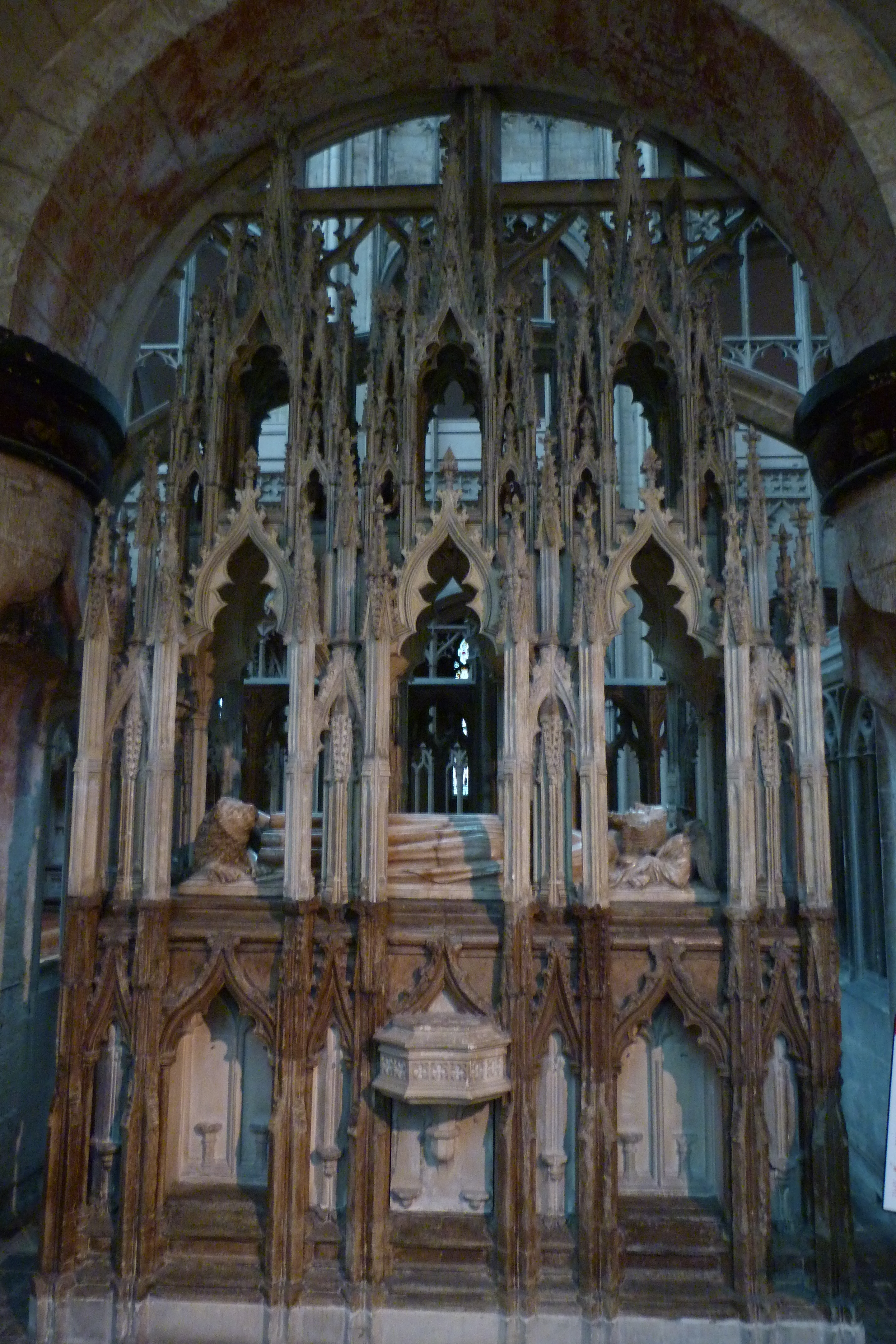
Tomb of King ادوارد دوم (انگلستان)
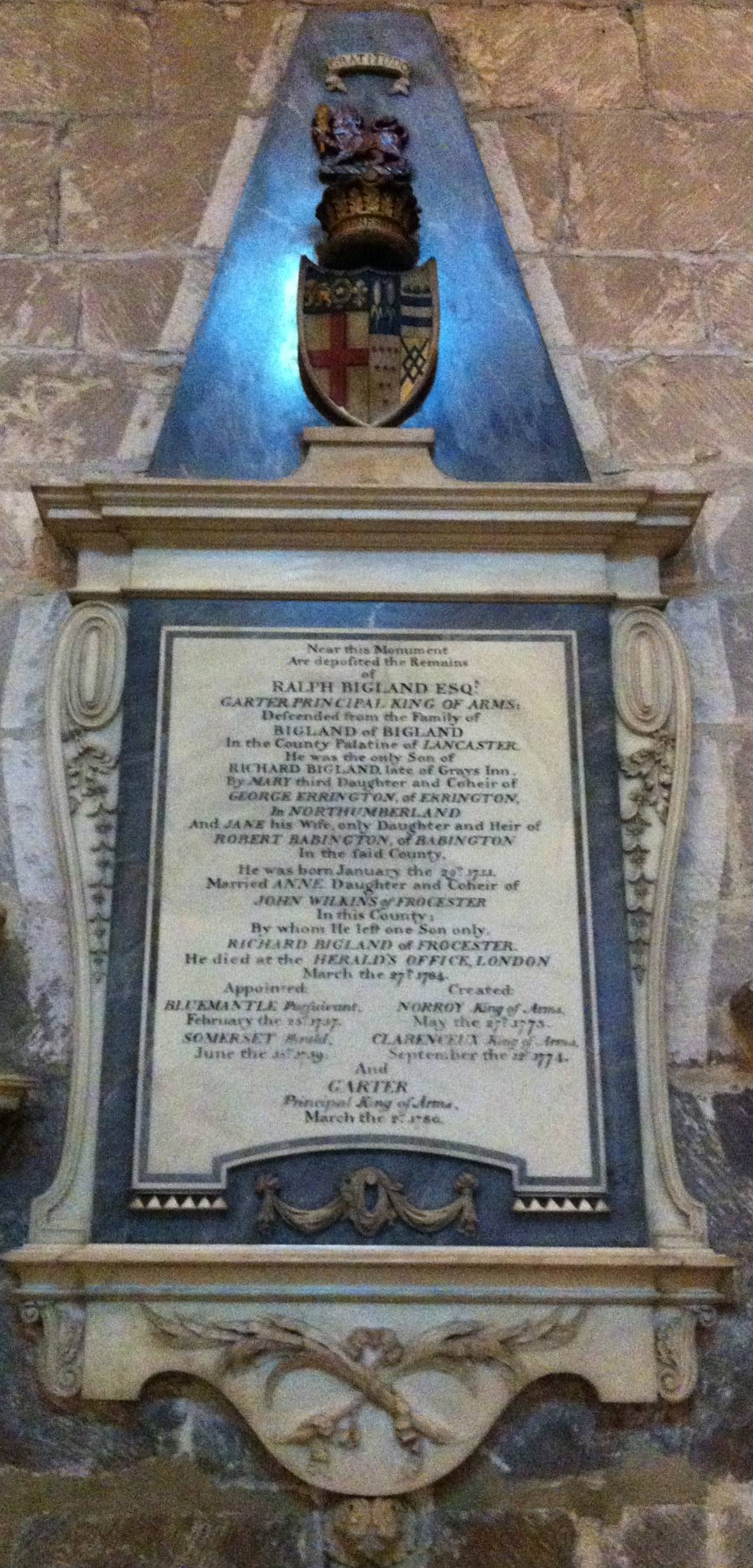
Memorial to Ralph Bigland
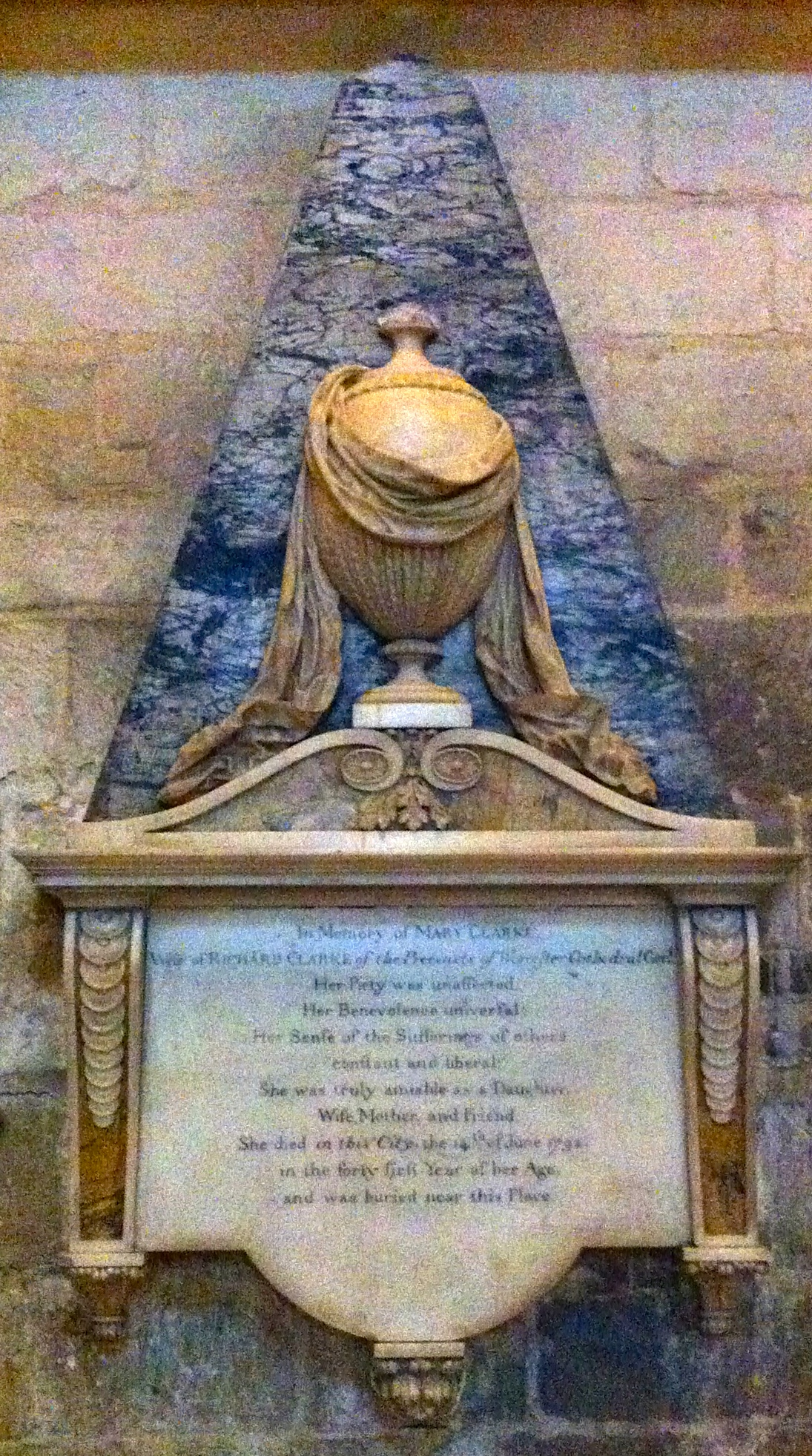
Memorial to Mary Clarke
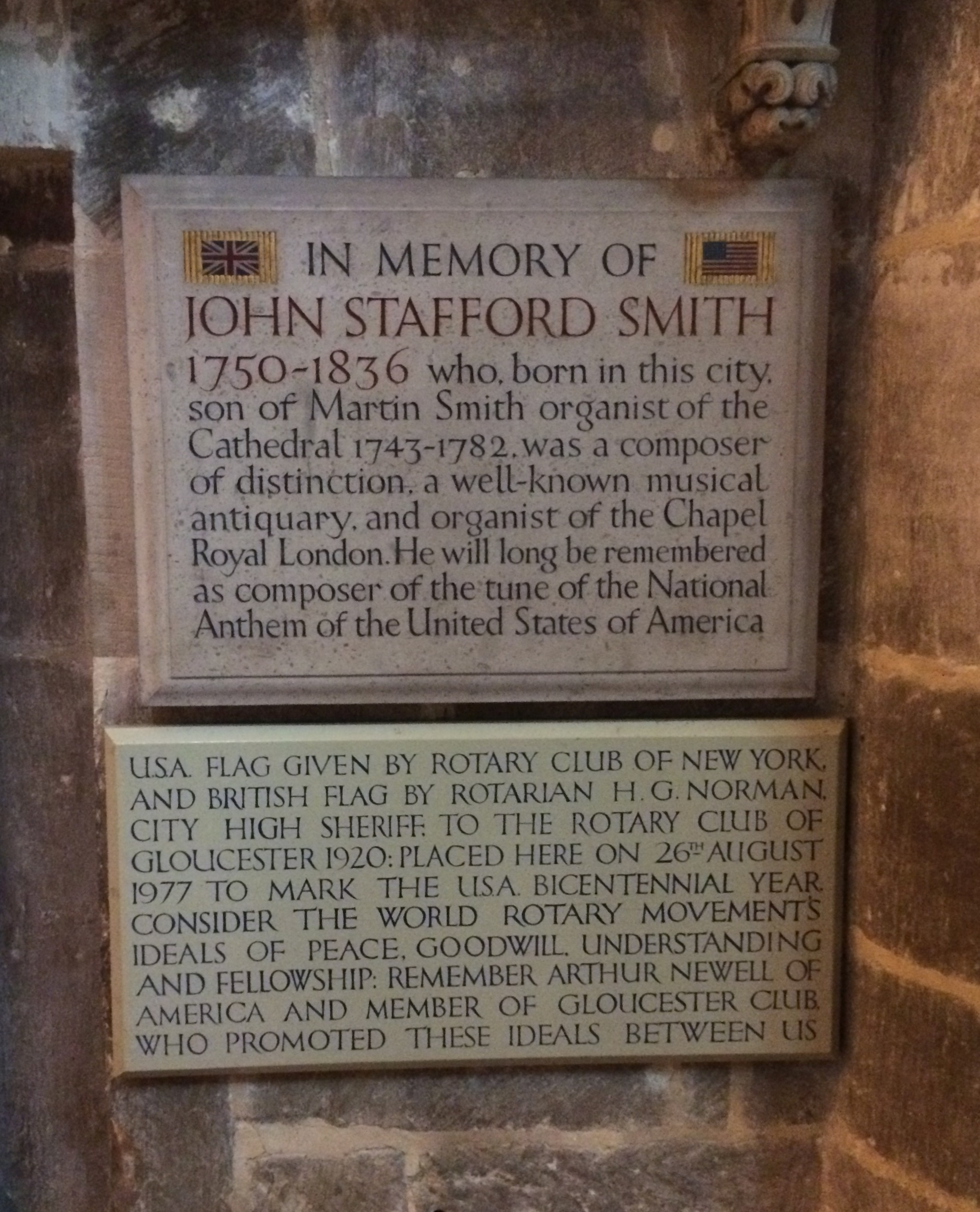
Memorial to John Stafford Smith
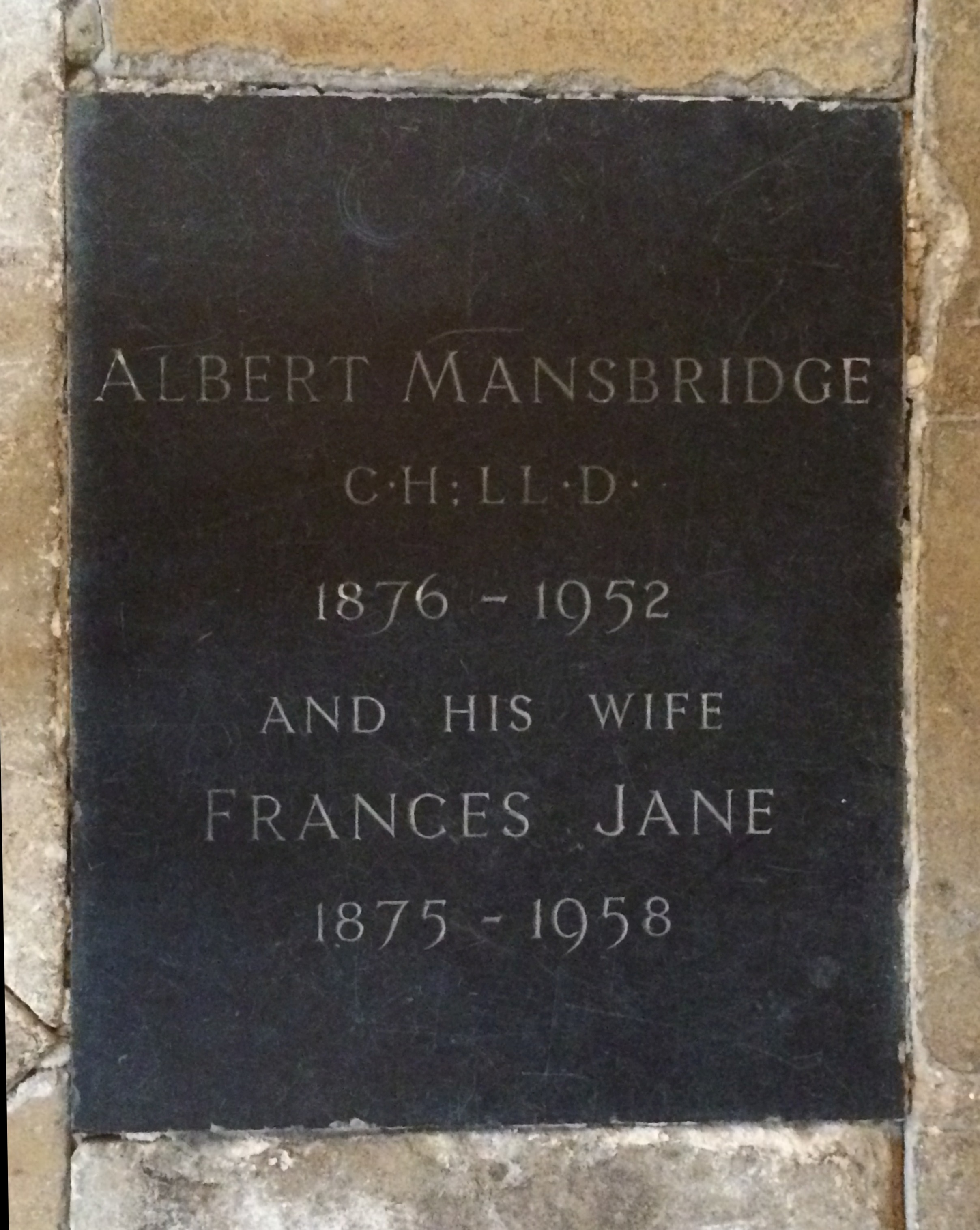
Grave of Albert Mansbridge
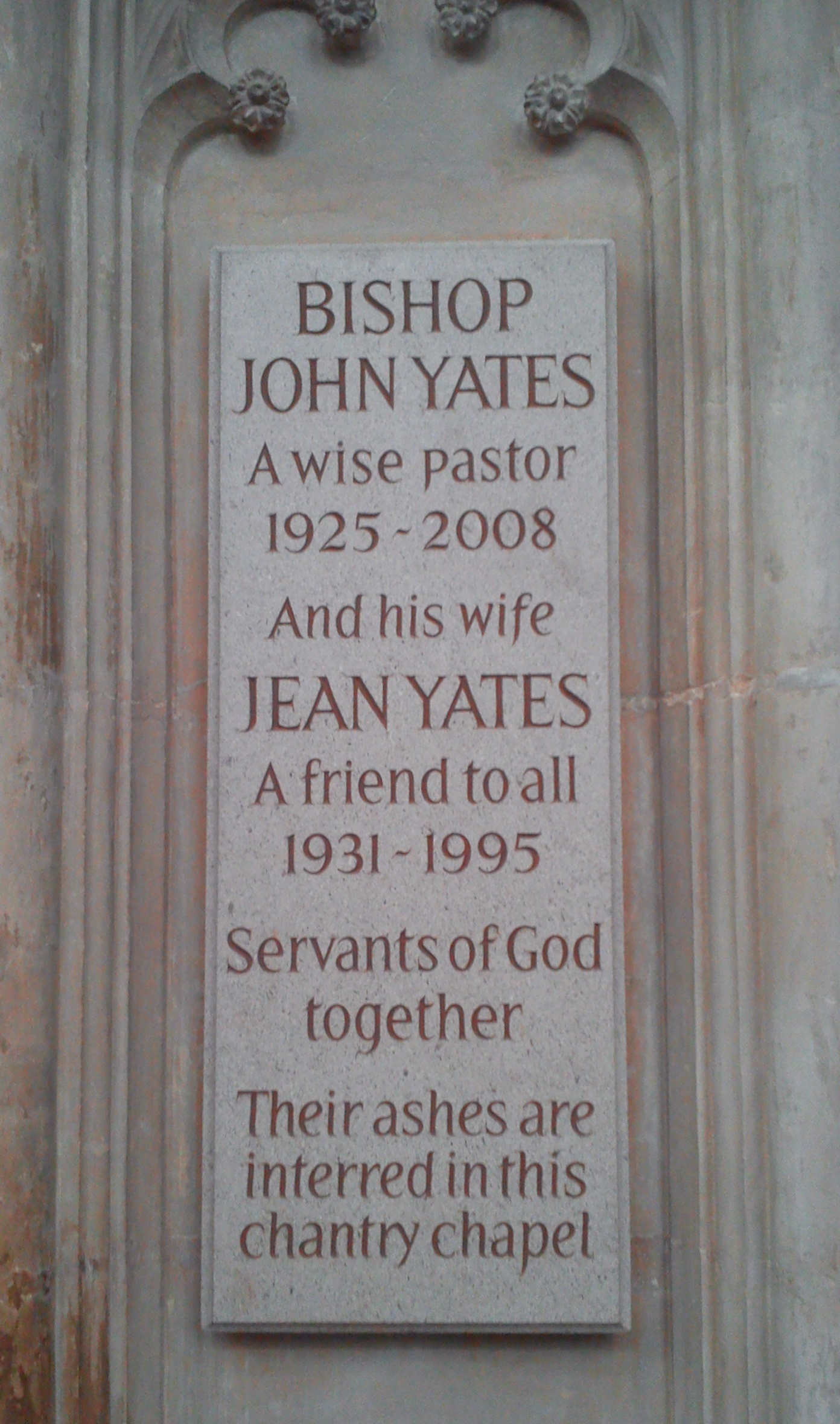
Memorial to Bishop John Yates